# Пабло Зибес
Пабло Зибес (шп. Pablo Zibes; Буенос Ајрес, 1971) је глумац и пантомимичар из Аргентине, који од 1995. године живи и ствара у Немачкој.

## Биографија
Професионални пантомимичар постао је 1991, по завршетку глумачке обуке у Општинској школи сценских уметности (шп. Escuela Municipal de Arte Dramático) у Буенос Ајресу.
Пантомимичарску вештину је усавршавао на курсевима у Аргентини, као и у швајцарском професионалном позоришту (итал. Accademia Teatro Dimitri), близу Локарна, која носи назив по чувеном швајцарском кловну и пантомимичару Димитрију.
Зибес је искуство стекао наступајући као пантомимичар на улицама широм Европе и Азије. Данас наступа углавном на фестивалима, телевизији, јавним скуповима, као и на конференцијама и сајмовима као главни забављач у неформалном делу.
Његове најпознатије улоге су робот или војник на навијање.

## Награде и признања
- 1999 — Фестивал у Кобленцу, Немачка[8][9]
- 2000 — Bochumer Kleinkunstpreis, Немачка[10]
- 2003 — Grazie Mantua Festival, Италија